# Jean Félix Barailler
Pour les articles homonymes, voir Barailler (homonymie).
Jean Félix Eugène Barailler , né le 3 mars 1822 à Abbeville (Somme), et mort le 7 décembre 1891 à Thiviers (Dordogne), est un homme politique français.

## Biographie
Avocat à Paris, il est député de la Dordogne de 1848 à 1849. Il y siège avec la majorité républicaine de centre-droit.

## Sources
- « Jean Félix Barailler », dans Adolphe Robert et Gaston Cougny, Dictionnaire des parlementaires français, Edgar Bourloton, 1889-1891 [détail de l’édition]